# Меллине, Эмиль
Эмиль Меллине (фр. Émile Mellinet; 1 июня 1798 года (13 прериаля VI года республики), Нант, Франция — 21 января 1894 года, Нант, Франция) — французский полководец, государственный деятель. Великий мастер Великого востока Франции (1865—1870 гг.)

## Биография
Родился в Нанте в семье генерала Первой империи Франсуа-Анна Меллине и Розали Маласи.

### Карьера
С 2 октября 1813 года — лейтенант действующей Национальной гвардии Внутренней Луары.
С 25 февраля 1814 года второй лейтенант 88-го пехотного полка, с 4 сентября 1815 года в 80-м пехотном полку, а с 25 апреля 1815 года в 80 пехотном полку.
6 сентября 1815 года уволен со службы по приказу короля. 11 марта 1816 года вступил в Легион департамента Орн. 29 января 1817 года утверждён в должности. 11 декабря 1820 уволен по состоянию здоровья.
Вновь поступил на военную службу 11 декабря 1820 года. Служил в 5-м полку лёгкой пехоты. 22 января 1823 года принято решение считать его на службе с 28 сентября 1815 года.
С 6 июня 1823 года — лейтенант в 5-м пехотном полку, который с 6 февраля 1828 года стал полком Королевской гвардии. С 11 августа 1830 года — капитан. С 16 декабря 1830 года переведён на службу в 14 лёгкий пехотный полк. С 27 августа 1839 года получил звание шеф-де-батайон в 35 полку лёгкой пехоты. С 30 сентября 1840 года — командир 5 егерского батальона. С 16 октября 1842 года — подполковник 41 первого пехотного полка, а затем, с 13 июня 1844 года, в 32 пехотном полку. С 15 марта 1846 года — полковник 1 полка Иностранного легиона. С 1 января 1848 года командовал подразделением в Сиди-Бель-Аббесе. 2 декабря 1850 года произведён в бригадные генералы. С 15 февраля 1851 года — командир 2 пехотной бригады в Лионе, с 23 ноября 1853 года, одновременно, становится командиром 1 дивизиона 6 военного отдела. 31 мая 1854 года назначен командиром 1 бригады Императорской гвардии. С 22 мая 1855 года временно командовал пехотной дивизии Императорской гвардии в Восточной армии. Участник Крымской войны. С 22 июня 1855 года — дивизионный генерал. 22 декабря 1855 года, сформировав гвардейские полки, назначается командиром Пехотной дивизии Императорской гвардии и возвращается в Крым.
С 28 июня 1856 года — генерал-инспектор 1 пехотного округа (на 1856 год), а с 29 июня 1856 года — командир 1-й пехотной дивизии Императорской гвардии. 30 мая 1857 года, 19 мая 1858 года, 12 мая 1860 года, 11 мая 1861 года и 28 мая 1862 года вновь назначался генерал-инспектором 1 пехотного округа (на 1857, 1858, 1860, 1861 и 1862 годы соответственно). С 11 августа 1859 года генерал-инспектор Действующей армии.
С 2 июня 1863 года в резерве.
С 5 июля 1863 года — член Совета ордена Почётного легиона. С 23 октября 1863 года по 15 сентября 1869 года — главнокомандующий Национальной гвардией департамента Сены.
С 15 марта 1865 года — сенатор (пожизненный).
17 августа 1870 года — командующий депо Императорской гвардии в Париже. Член комитета по укреплению Парижа.
С 8 февраля 1871 в резерве, а с 1 сентября 1878 года в отставке, с назначением пенсии в размере 10500 франков.

#### Участие в военных действиях
1. В 1814 году и 3 месяца и 10 дней в 1815 году во Франции, в ходе Война шестой коалиции и Ста дней Наполеона
2. С 1823 года по 1825 год в Испании (Французская интервенция в Испанию)
3. С 1841 года по 1851 год в Африке (Французское завоевание Алжира
4. В 1855 участвовал в Крымской войне
5. В 1859 году в Италии (Австро-итало-французская война)
6. В 1870—1871 годах в Франко-прусской войне.

#### Ранения
1. 30 марта 1814 года ранен в боях при обороне Парижа.
2. 14 июля 1815 года — ранен пикой в левое бедро во ходе боев при Меце, .
3. 26 апреля 1823 года — получил пулевое ранение в левое бедро в боях при Сан-Себастьяне.
4. 8 сентября 1855 года — ранен осколком в щёку при осаде Севастополя.

### Масонская деятельность
В Нанте он был членом ложи «Марс и искусство» (англ. Mars et les Arts).
Император номинировал его на пост великого мастера Великого востока Франции. Он занимал эту должность с 1865 года по 1870 год, заменив на этом посту генерала Маньяна.

## Награды
- Орден Почётного легиона
  - Кавалер Большого креста (17 июня 1859 года)
  - Великий офицер (16 июня 1856 года)
  - Командор (7 января 1852 года)
  - Офицер (8 августа 1847 года)
  - Кавалер (27 апреля 1838 года)
- Офицер ордена Академических пальм (30 июля 1878 года)
- Медаль Святой Елены
- Медаль Итальянской кампании
- Мадаль Крымской кампании
- Кавалер ордена Карлоса III (Испания)
- Командор ордена Святого Григория Великого (Святой Престол, 6 декабря 1853 года)год)
- Командор со звездой ордена Бани (Великобритания)
- Медаль «За воинскую доблесть» (Сардиния, 1859 год)
- Большой крест Свойского военного ордена (1859 год)
- Большой крест ордена Меджидие (Османская империя)
- Большой крест ордена Церингенского льва (Великое герцогство Баден, 24 августа 1867 год)
- Большой крест ордена Заслуг Святого Михаила (Королевство Бавария, 8 ноября 1867 года)
- Большой крест ордена Железной короны (Австрийская империя, 8 августа 1867 года)
- Орден Святого Александра Невского (Российская империя, 7 января 1868 года)[источник не указан 2592 дня]
- Большой крест ордена Дубовой короны (11 января 1868 года)
- Большой крест ордена Льва и Солнца (Персия, 1878 год)

## Семья
С 16 июля 1832 года был женат на Франсуазе Фелисите Себир.